# Zeltnera abramsii
Zeltnera abramsii är en gentianaväxtart som först beskrevs av Philip Alexander Munz, och fick sitt nu gällande namn av G.Mans.. Zeltnera abramsii ingår i släktet Zeltnera och familjen gentianaväxter. Inga underarter finns listade i Catalogue of Life.